# Drehstromgenerator

Schema eines einfachen Dreiphasengenerators. Der rotierende Dauermagnet erzeugt in den Spulen durch Induktion ein Dreiphasensystem mit den Außenleiterspannungen L1, L2 und L3.

Ersatzschaltbild des verketteten Generatorsterns

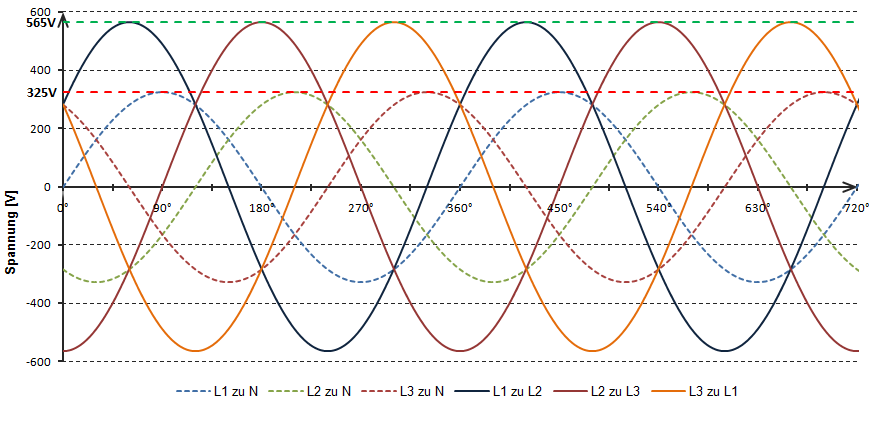
Grafische Darstellung von Dreiphasenwechselspannung mit den drei Phasen L1, L2 und L3, welche einmal gemessen zu dem Neutralleiter N aufgetragen und einmal verkettet zueinander aufgetragen sind.

Der Drehstromgenerator ist eine besondere Form des elektrischen Generators, der drei voneinander unabhängige Wechselspannungen in die um 120° versetzten Stränge seiner Ständerwicklung induziert (siehe Innenpolmaschine). Die drei Wechselspannungen, also die Dreiphasenwechselspannung, haben die gleiche Frequenz, Amplitude und jeweils eine Phasenverschiebung von 120° zueinander. Die drei Stränge der Ständerwicklung bilden ein verkettetes System. Entweder sind sie in Stern oder Dreieck verschaltet. Die Sternschaltung wird verwendet, wenn ein Mittelpunktleiter (Neutralleiter) benötigt wird. Der Erfinder des  Drehstromgenerators war Friedrich August Haselwander.

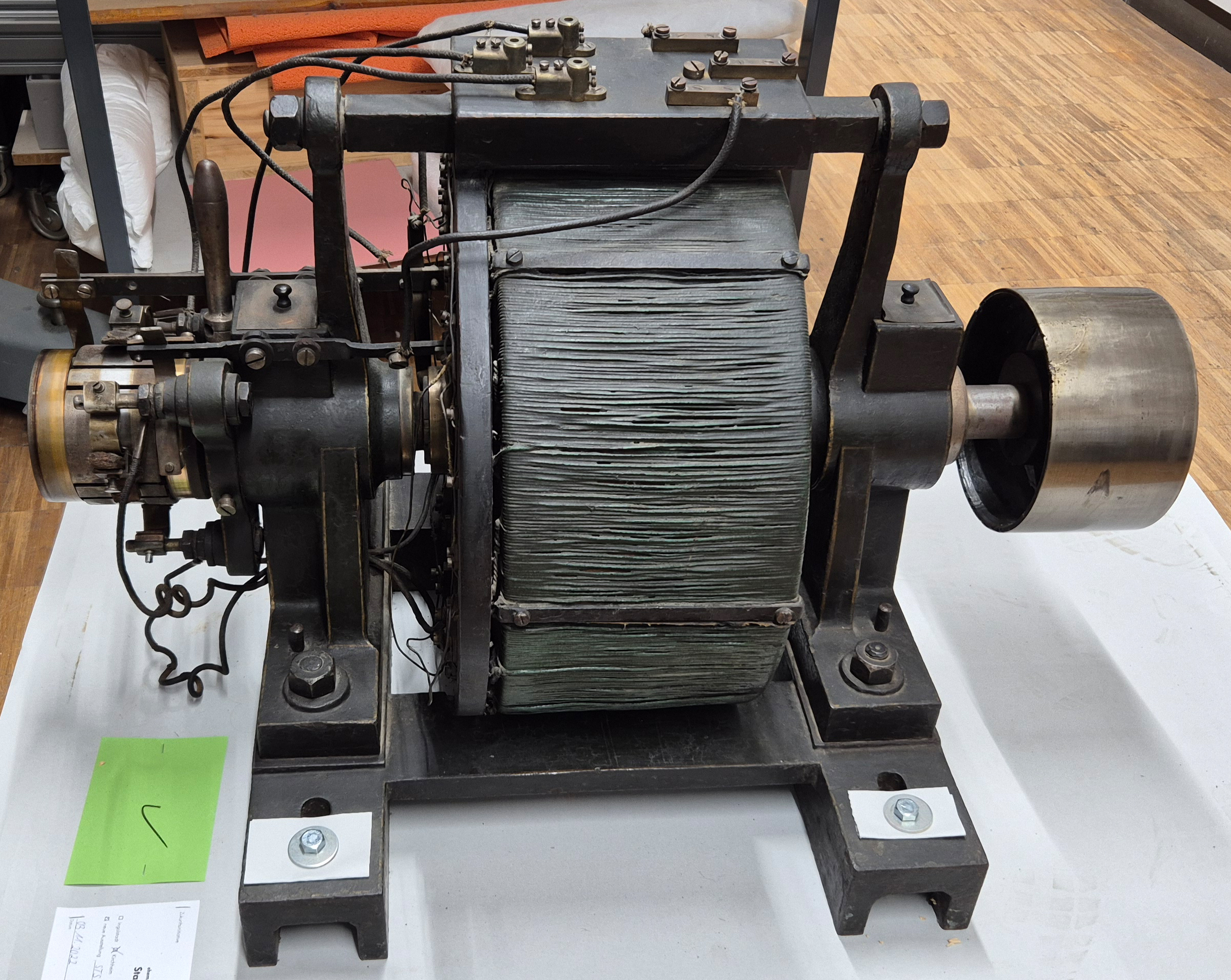
Die originale Drehstrommaschine von August Haselwander im Deutschen Museum in München

## Einsatz
Typische Vertreter der Drehstromgeneratoren sind der Drehstrom-Synchrongenerator und der Drehstrom-Asynchrongenerator. Drehstrom-Synchrongeneratoren sind bei der großtechnischen Energieerzeugung von großer Bedeutung. Sie kommen beispielsweise in Dampfkraftwerken oder Wasserkraftwerken zum Einsatz. Für das finnische Kernkraftwerk Olkiluoto wurde von Siemens der zurzeit (Stand: 2010) größte Generator, ein Drehstrom-Synchrongenerator, mit 1.992 MVA Nennscheinleistung gefertigt. Drehstrom-Asynchrongeneratoren kommen im kleineren Leistungsbereich zum Einsatz, wie zum Beispiel in Windkraftanlagen und Notstromaggregaten.

## Induzierte Spannung
Aus {\displaystyle v=\pi \cdot d\cdot n=\pi \cdot d\cdot {\tfrac {f}{p}}} sowie {\displaystyle u_{\text{ind}}=B\cdot l\cdot v\cdot z} folgt für die Induktionsspannung (induzierte Strangleerlaufspannung):
{\displaystyle {\begin{aligned}U_{{\text{Str}},0}&=2\cdot B\cdot l\cdot v\cdot N_{S}\\&=2\cdot B\cdot l\cdot \pi \cdot d\cdot {\frac {f}{p}}\cdot N_{S},\end{aligned}}}
wobei {\displaystyle v} die Geschwindigkeit, {\displaystyle \pi } die Kreiszahl, {\displaystyle d} den Läuferdurchmesser, {\displaystyle l} die Läuferlänge, {\displaystyle n} die Umdrehungsfrequenz, {\displaystyle p} die Polpaarzahl, {\displaystyle B} die magnetische Flussdichte, {\displaystyle z} die Leiter(an)zahl und {\displaystyle N_{S}} die Spulenwindungszahl darstellt. Das Produkt {\displaystyle B\cdot l\cdot \pi \cdot d\cdot {\tfrac {f}{p}}\cdot N_{S}} ist zu verdoppeln, da beim 3-Phasen-Wechselstrom (Drehstrom) im Generator jeweils (stromdurchflossene) Hin- und Rückleiter vorhanden sind.